# Brasserie Coreff
La brasserie Coreff  (coreff signifie cervoise en moyen breton, korev en breton contemporain) est située à Carhaix-Plouguer dans le département du Finistère. Anciennement nommée Brasserie des Deux Rivières, elle était jusqu'en janvier 2005, localisée à Morlaix, où elle avait été fondée en 1985.

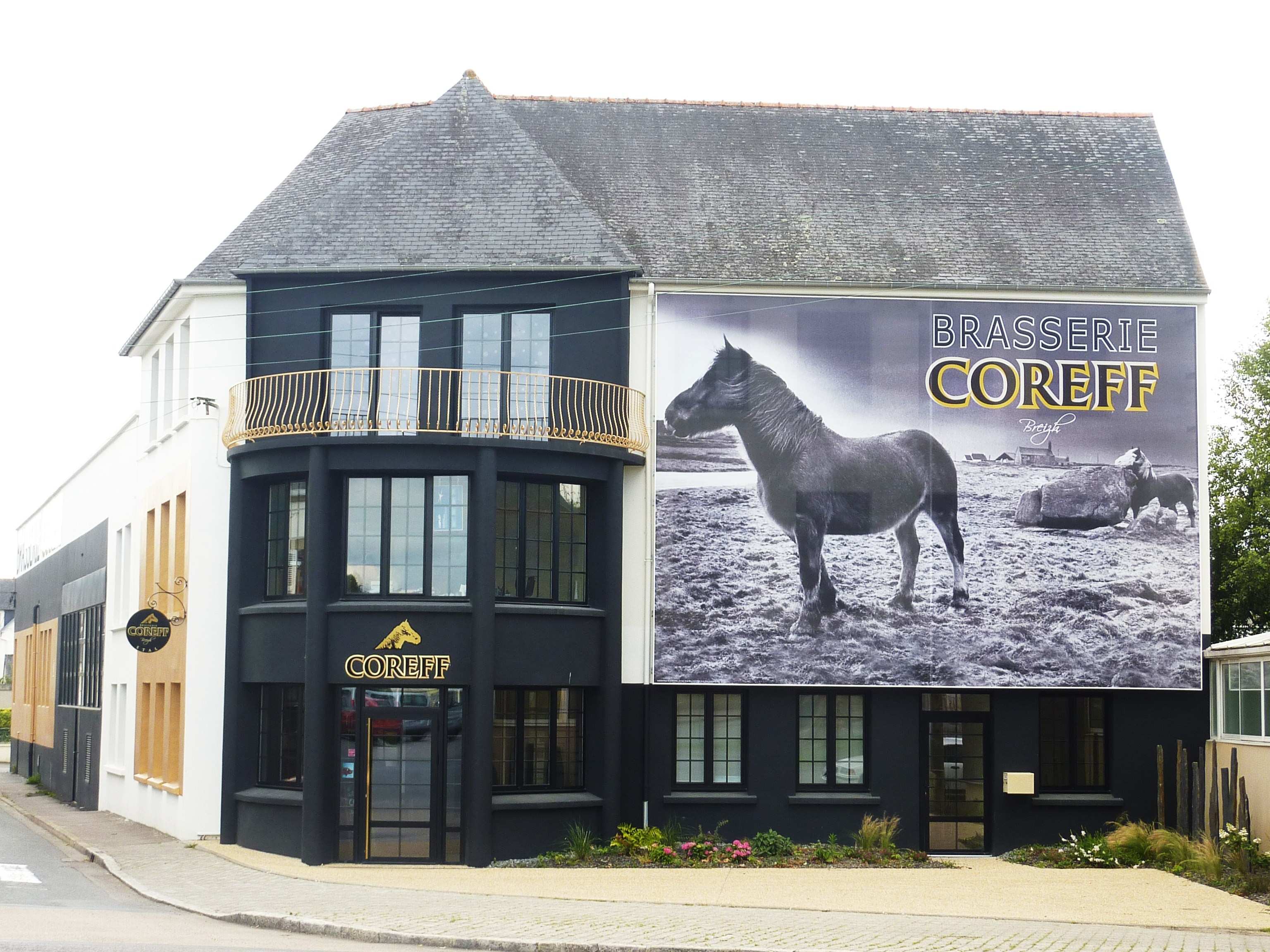
La brasserie installée à Carhaix depuis 2005.

## Histoire

Ancien logo de la bière Coreff.

Elle a été créée en 1985 par Christian Blanchard et Jean-François Malgorn, sous le parrainage de Peter Austin, initiateur du renouveau des microbrasseries en Grande-Bretagne, et a été portée dès le départ par de nombreux patrons de bar ayant une très forte sensibilité pour la Bretagne[pas clair] (dont le Ty coz à Morlaix, Tavern Ty Elise à Plouyé et Chez Tom à Lesneven). Elle a dans le même temps été adoptée par les milieux culturels bretons. De ce fait, elle reste à ce jour un produit identitaire breton, doyenne des microbrasseries bretonnes. 
Historiquement, il s'agit de la première bière artisanale de France.
Malgré l'émergence de nombreuses microbrasseries, Coreff  est toujours dans le trio de tête des brasseries artisanales en Bretagne sur un marché en développement[réf. nécessaire].
La brasserie est achetée par Christian Troadec en 1999. Elle déménage de Morlaix à Carhaix en 2005,.
Le 1er janvier 2008, Matthieu Breton prend la direction de la brasserie, qui compte aujourd'hui 48 salariés.
En 2018, Coreff  ouvre une seconde usine en haute Bretagne à Vigneux-de-Bretagne (Loire-Atlantique), commercialisée sous la marque Nao, inspirée de Naoned Nantes et de Nao, « chiffre 9 » en breton, et chiffre parfait dans la neuvième vague celtique.
En 2022, Coreff ouvre sa troisième usine à Liffré près de Rennes confirmant sa présence sur l'ensemble de la Bretagne historique.
Le symbole de Coreff est le cheval postier breton et sa devise est : « An hini a vale eeun a gav atao ledan e stread » (« Celui qui marche droit trouve toujours la route assez large »).

## Bières de la brasserie
Les bières Coreff sont de tradition britannique et celtique depuis leur création en 1985.
On retrouve les différents types de bières traditionnelles : bio, blanche, blonde, ambrée, brune, rousse, IPA et stout. Une particularité pour cette dernière : on ne la trouve que dans les bars, tirée à l'azote, ce qui lui procure une mousse onctueuse et dense dans la lignée des stouts irlandaises. Les bières Coreff sont élaborées avec des matières naturelles, sans colorants et sans conservateurs.
Coreff est membre et un des créateurs de l'association « De la terre à la bière », qui regroupe brasseurs et agriculteurs pour promouvoir l'orge bio bretonne; l'association ayant été à l'origine de la première malterie bretonne à Scaer (Finistère)
La marque de bière la plus récemment créée est la Coreff Breiz’île. Selon Matthieu Breton, directeur de la doyenne des brasseries artisanales bretonnes, « la dernière-née de la gamme Coreff, Breiz’île, est le résultat de près de 18 mois de recherches pour réussir à marier rhum et bière »[réf. souhaitée]. La bière Breizh'ile citron gingembre a obtenu en 2022 le prix de la meilleure innovation par l'association produit en Bretagne.

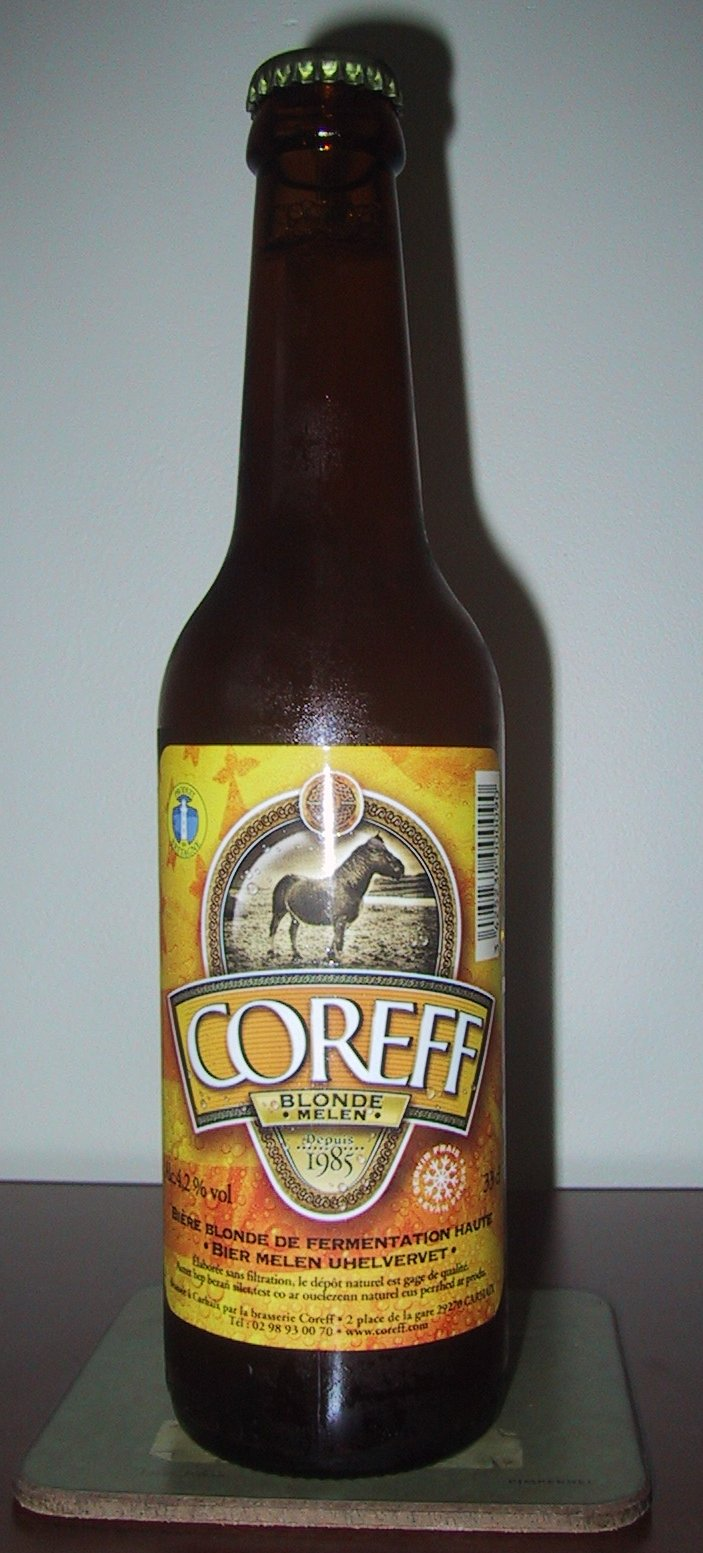
Coreff blonde.
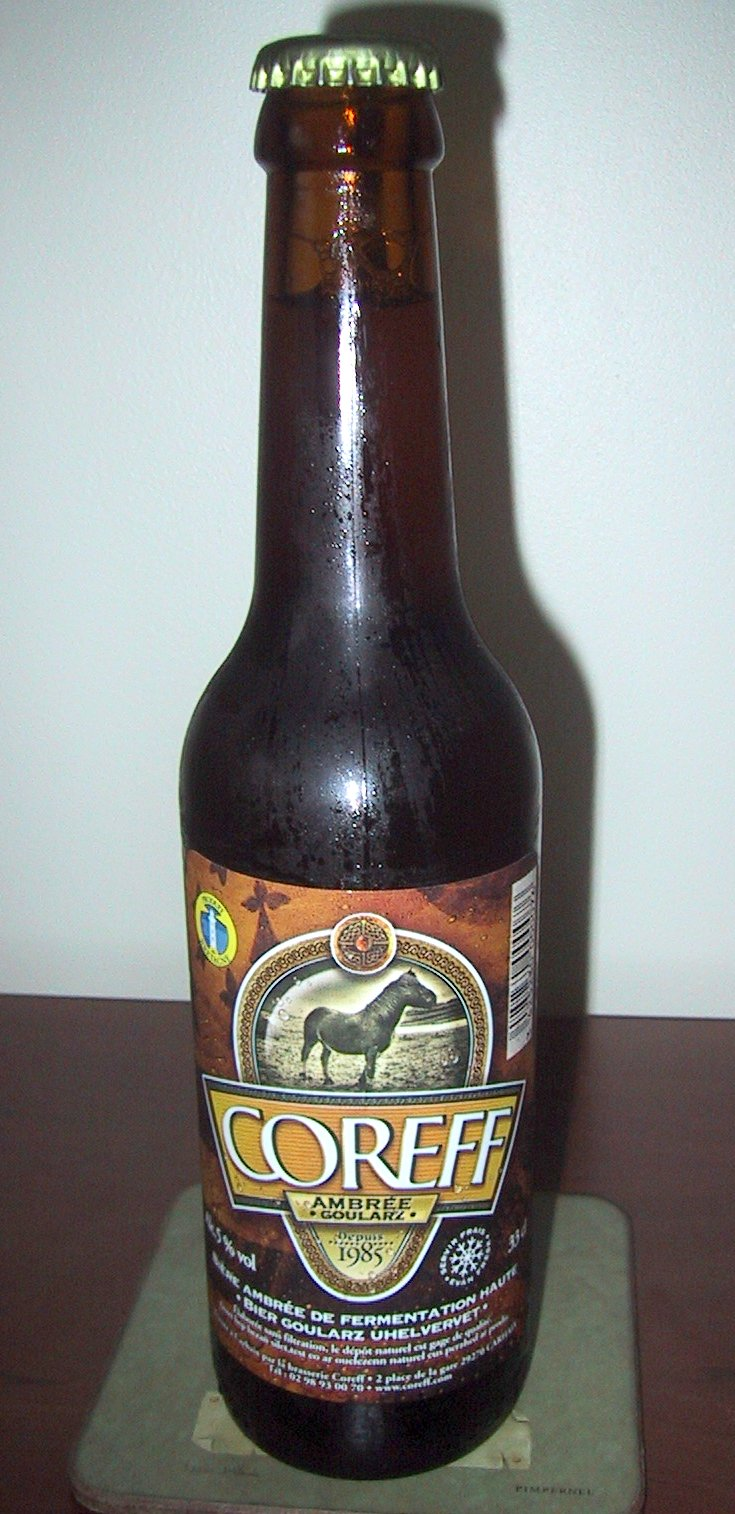
Coreff ambrée.
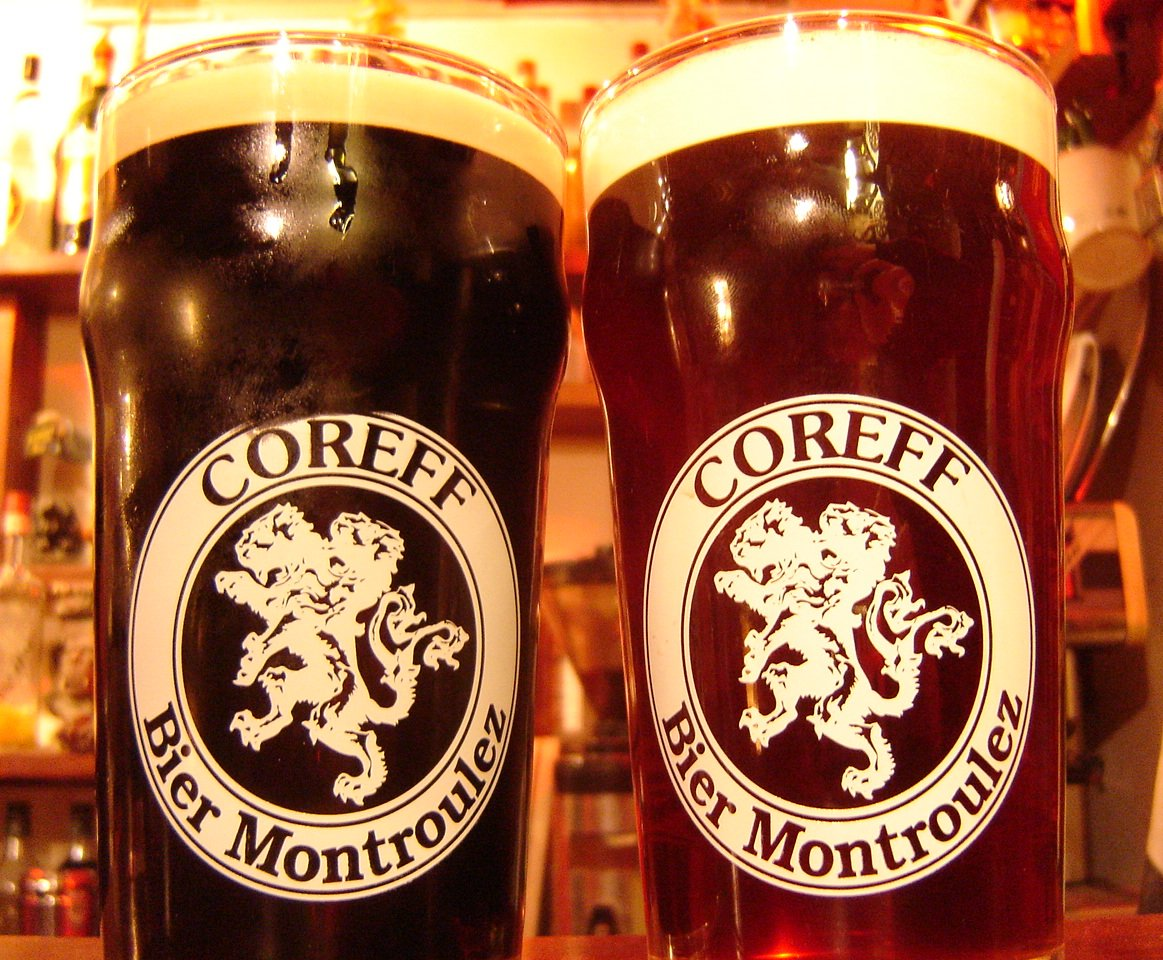
Coreff noire et ambrée à la pression.